# Mgła
Mgła (с пол. — «Туман») — польская блэк-метал группа из Кракова, основанная в 2000 году.

## История
Первоначально основанный в 2000 году как студийный проект в Кракове вокалистом и мультиинструменталистом Миколаем «М.» Жентарой в сотрудничестве с барабанщиком Дариушем «Дареном» Пайпером, участниками группы Kriegsmaschine, Mgła записали два неизданных демо, совместный сплит-альбом с Deathspell Omega, Clandestine Blaze, Stabat Mater, Exordium, Musta Surma и свои первые два мини-альбома. Дарен покинул группу в 2006 году, его заменил Мачей «Darkside» Ковальски. Группа подписала контракт с Northern Heritage Records в 2008 году и выпустила свой дебютный альбом Groza, и с тех пор Mgła постоянно сотрудничали с Northern Heritage.
В 2012 году, после выпуска второго полноформатного альбома With Hearts Toward None, группа начала гастролировать по всему миру. Они пригласили басиста «The Fall» и гитариста «Silencer» из блэк-метал группы Medico Peste, чтобы дополнить свой концертный состав и, по словам «М.», репетировали более года, прежде чем отправиться в тур. В 2015 году «Silencer» покинул группу и был заменён на «E.V.T.», также из Medico Peste, в качестве живого гитариста. Тур, который помог группе завоевать известность, отметился рядом крупных выступлений на известных метал-фестивалях, таких как Nidrosian Black Mass в Бельгии, Brutal Assault в Чехии, Dark Easter Metal Meeting и Party San в Германии. В том же году «М.» и «Darkside» создали «No Solace» — лейбл и каталог, в которых они каталогизируют музыку из Mgła и других проектов. Через «No Solace» «М.» и «Darkside» также выпускают музыку Kriegsmaschine. «No Solace» — это ещё и название музыкальной студии Żentara. С 2015 по 2016 год состав группы присоединялся на различных концертах к группе Микко Аспы, Clandestine Blaze.
21 октября 2018 года, одновременно с выпуском третьего альбома Kriegsmaschine, группа объявила, что они работают над своим четвёртым студийным альбомом и что он выйдет в 2019 году. 3 августа 2019 года группа объявила, что их четвёртый альбом будет называться Age of Excuse, и выпустила трек «Age of Excuse II» на YouTube-канале «No Solace». Age of Excuse был выпущен 2 сентября 2019 года на Bandcamp группы и в виде компакт-диска на их лейбле «No Solace» в сотрудничестве с Northern Heritage. Также они загрузили альбом на потоковые сайты через неделю после выхода компакт-диска. Northern Heritage выпустили виниловую версию альбома 24 января 2020 года. Группа объявила о европейском туре в поддержку нового альбома, который продлится весь сентябрь 2019 года, а также они отправились в свой первый латиноамериканский тур в первом квартале 2020 года, но им пришлось отложить или отменить будущие выступления из-за пандемии COVID-19.

## Скандалы
В апреле 2019 года группа отправилась в европейский тур с канадской группой Revenge вместе с коллективами Doombringer и Deus Mortem, который был омрачён скандалами и двумя отменёнными концертами в Мюнхене и Берлине после того, как немецкая антифашистская группа Linkes Bündnis gegen Antisemitismus München (с англ. — «Союз левых против антисемитизма Мюнхен») объявила бойкот Mgła из-за их предполагаемых связей с различными исполнителями национал-социалистического блэк-метала и обвинений их в расизме и антисемитизме. Группа указала, что у Mgła подписан контракт с лейблом Микко Аспы Northern Heritage Records. Аспу уже давно обвиняют в ультраправых взглядах и связях с NSBM-сценой в Финляндии и по всей Европе, а также в связи группы с другими польскими блэк-металлическими группами и товарищами по туру Deus Mortem, в котором есть участники, время от времени играющие вживую с открытыми NSBM-группами Honor, Warhead и Thunderbolt, а также с прошлым дарк-эмбиентным/пауэр-электроникс проектом Миколая Жентара Leichenhalle, один из альбомов которого назывался «Judenfrei» (с нем. — «Без евреев»). Mgła отвергли все обвинения и подали в суд на Linkes Bündnis и сайты, опубликовавшие их обвинения, которые группа назвала ложными, скоординированной клеветнической кампанией и «клеветой в печати». Они также попросили фанатов поделиться «клеветническими публикациями» в качестве поддержки своей позиции, предлагая извинения и скидки в интернет-магазине группы тем, кто планировал посетить отменённые концерты.

## Участники

### Текущий состав
- «М.» (Миколай Жентара) — вокал, гитара, бас-гитара (только студия), (2000-настоящее время)
- «Darkside» (Мачей Ковальский) — ударные, перкуссия (2006 — настоящее время)

### Бывшие участники
- «Daren» (Дариуш Пайпер) — ударные, перкуссия (2000—2006)

### Концертные участники
- «The Fall» (Михал «ShellShocked» Стемпень) — бас-гитара, бэк-вокал (2012 — настоящее время)
- «E.V.T.» (Петр Дземский) — соло-гитара, бэк-вокал (2015 — настоящее время)
- «Silencer»/«Lazarus» — соло-гитара, бэк-вокал (2012—2015)

## Дискография

### Студийные альбомы
- Groza (2008)[13]
- With Hearts Toward None (2012)[14]
- Exercises in Futility (2015)[15]
- Age of Excuse (2019)[16]

### Мини-альбомы
- Presence (2006)
- Mdłości (2006)
- Further Down the Nest (2007)

### Компиляции
- Mdłości + Further Down the Nest (2007)
- Presence/Power and Will (2013)

### Сплиты
- Crushing the Holy Trinity (2005) с Deathspell Omega, Stabat Mater, Musta Surma, Clandestine Blaze, Exordium

### Невыпущенные демо
- Northwards (2000)
- Necrotic (2001)